# Пастирска драма
Пастирска драма, пасторала (итал. dramma pastorale) је драмски облик настао у 16. вијеку у Италији. Из једноставне схеме дијалошке (ауличке) еклоге, са пастирским и митолошким призорима, развила се много сложенија пастирска прича (favola pastorale), која је као и еклога, исказивала књижевну тежњу за пастирским идиличним свијетом који се супротставља животу на двору. Контаминирајући виталне елементе трагедије и комедије прве половине 16. вијека, пасторала је у односу на дијалоговану еклогу имала сложенију структуру и дослиједнији драмски заплет. Усвојила је подјелу на пет чинова, слободни једанаестерац или једанаестерац измијешан са седмерцем (за дијалошке партије), са хоровима у друкчијем метру.
Најчешће теме пасторале су свемоћ љубави, повратак прољећа, радост пољског живота, задовољство лова, златно доба. У њој су нашле одјека суштинске вриједности ренесансе: повратак и узношење Природе, приклањање задовољствима овог свијета, поимање љубави као универзалне покретачке снаге која влада свијетом. Радња се одвија у идиличном, аркадијском амбијенту, а личности су прерушени пастири и пастирице који треба да буду симбол правог живота и реда, супротстављени лажном реду монденског живота. Пасторална драма одражава нови укус дворске класе и одговара њеном идеалу умјетничког дјела, чији је циљ превасходно хедонистички.

## Историја развоја пасторале
Различите тачке развоја пастирске драме виде се у Тирси (1506) Балдасареа Катиљонеа (Baldassarre Castiglione), Егле (1545) Ђанбатисте Ђиралдија Чинција (Giambattista Giraldi Cinzio), Il sacrificio (Жртва; 1555) Агостина Бекарија (Agostino Beccari) и у двјема ремек-дјелима европске књижевности, Аминти (1573) Торквата Таса (Torquato Tasso) и Вијерном пастиру (Il pastor fido; 1590) Ђованија Батисте Гваринија (Giovanni Battista Guarini). Тасова Аминта је постала симбол умјетничког савршенства и најузвишенији и најпотпунији израз идиличног и хедонистичког идеала друге половине 16. вијека. Веома велики успјех је имао и Гваринијев Вијерни пастир, који је, наглашавајући комично-релистичну страну у својој драми, сматрао да је створио нови књижевни род трагикомедију, за коју је установио и поетику и драмска правила. Овим су изазване оштре полемике и критике од стране аристотеловаца, који су, не нашавши овај род у Аристотеловој Поетици, оспоравали његову легитимност.